# Contradictions Collapse
Contradictions Collapse — дебютный полноформатный студийный альбом шведской метал группы Meshuggah, выпущен 1 октября 1991 года на лейбле Nuclear Blast. Изначально Contradictions Collapse планировалось назвать All This Because of Greed. Альбом, в отличие от более поздних работ, по своему звучанию склоняется к трэш-металу, хотя и содержит характерные элементы музыки группы. В 1998 вышло переиздание пластинки в формате диджипака вместе с неполной версией второго EP, None, и с текстами песен на буклете.

## Список композиций
| №   | Название                             | Длительность |
| --- | ------------------------------------ | ------------ |
| 1.  | «Paralyzing Ignorance»               | 4:28         |
| 2.  | «Erroneous Manipulation»             | 6:21         |
| 3.  | «Abnegating Cecity»                  | 6:31         |
| 4.  | «Internal Evidence»                  | 7:27         |
| 5.  | «Qualms of Reality»                  | 7:07         |
| 6.  | «We'll Never See the Day»            | 6:03         |
| 7.  | «Greed»                              | 7:06         |
| 8.  | «Choirs of Devastation»              | 4:00         |
| 9.  | «Cadaverous Mastication»             | 7:32         |
| 10. | «Humiliative» (1998 bonus track)     | 5:17         |
| 11. | «Sickening» (1998 bonus track)       | 5:46         |
| 12. | «Ritual» (1998 bonus track)          | 6:17         |
| 13. | «Gods of Rapture» (1998 bonus track) | 5:10         |

## Участники записи

### Meshuggah
- Йенс Кидман — вокал, ритм-гитара
- Фредрик Тордендаль — вокал, соло-гитара
- Петер Нордин — бас-гитара
- Томас Хааке — ударные